# Mezgovci, Sveti Tomaž
Mezgovci este o localitate din comuna Sveti Tomaž, Slovenia, cu o populație de 46 de locuitori.